# Eve Suits
Eve Suits (19 de marzo de 1947-3 de junio de 1998) fue una deportista soviética que compitió en tiro con arco, en la modalidad de arco recurvo. Ganó dos medallas en el Campeonato Europeo de Tiro con Arco al Aire Libre de 1970, oro por equipo y bronce individual.

## Palmarés internacional
| Campeonato Europeo al Aire Libre | Campeonato Europeo al Aire Libre | Campeonato Europeo al Aire Libre | Campeonato Europeo al Aire Libre |
| Año                              | Lugar                            | Medalla                          | Prueba                           |
| -------------------------------- | -------------------------------- | -------------------------------- | -------------------------------- |
| 1970                             | Hradec Králové (Checoslovaquia)  | Medalla de oro                   | Equipo                           |
| 1970                             | Hradec Králové (Checoslovaquia)  | Medalla de bronce                | Individual                       |